# Endometriecancer
Endometriecancer är en typ av livmoderscancer som uppstår ur endometriet, (livmoderslemhinnans yttersta lager av epitel). Detta orsakas av en abnorm tillväxt av celler som har förmåga att invadera eller spridas till andra delar av kroppen. Det första tecknet är ofta mellanblödningar som inte är kopplade till menstruation. Andra symptom är smärta vid blåstömning eller vid samlag, eller bäckensmärta. Endometriecancer uppstår huvudsakligen efter klimakteriet.
Cirka 40 procent av fallen är kopplade till fetma. Livmodercancer är också förknippat med alltför hög östrogenexponering, högt blodtryck och diabetes. Att ta östrogen ensamt ökar risken för livmodercancer, medan kombinationen av östrogen och progesteron (som i de flesta p-piller) minskar risken. Mellan två och fem procent av fallen är relaterade till gener som ärvs från föräldrarna. Endometriecancer kallas ibland "livmodercancer", även om det skiljer sig från andra former av livmodercancer såsom livmoderhalscancer, uterint sarkom, och trofoblastisk sjukdom. Den vanligaste typen av livmodercancer är endometriellt carcinom, som står för över 80% av fallen. Endometriecancer diagnostiseras ofta med hjälp av biopsi av livmoderslemhinnan eller genom att ta prover med skrapning. Ett gynekologiskt cellprov är normalt inte tillräckligt för att påvisa endometriecancer. Regelbunden kontroll bland de som har normal risk är inte nödvändigt.
De ledande behandlingsalternativen för endometriecancer är hysterektomi (att genom operation helt ta bort livmodern), tillsammans med avlägsnande av äggledarna och äggstockarna på båda sidor, en så kallad bilateral salpingo-ooforektomi. Lymfkörtlar i bäckenet som har lymfflöde från livmodern opereras då också bort med hjälp av portvaktskörtelteknik. I mer långt gångna fall kan strålbehandling, cytostatika eller hormonbehandling också rekommenderas. Om sjukdomen diagnostiseras i ett tidigt skede är prognosen god, och den totala femårsöverlevnaden i USA är över 80 procent.
Under 2012 drabbades 320 000 kvinnor av endometriecancer och 76 000 dödsfall förekom. Detta gör endometriecancern till den tredje vanligaste dödsorsaken i kvinnospecifika cancerformer, efter äggstockscancer och cancer i livmoderhalsen. Endometriecancer är vanligare i den industrialiserade delen av världen och är den vanligaste cancer i de kvinnliga fortplantningsorganen i utvecklade länder. Incidensen av livmodercancer har ökat i ett antal länder, mellan 1980 och 2010. Detta tros vara på grund av det ökande antalet äldre och ökande fetma i samhället.